# ارزشگذاری منابع طبیعی
ارزشگذاری منابع طبیعی یا ارزیابی منابع طبیعی فرآیندی است که مزایا، هزینه‌ها و خسارات وارده به منابع طبیعی و زیست‌محیطی را ارائه می‌دهد. این نقش اساسی در تحلیل هزینه-فایده مسائل مربوط به سلامت، ایمنی و محیط زیست دارد.
ارزیابی منابع طبیعی در چارچوب ارزیابی خسارات منابع طبیعی (NRDA) تحت قانون جامع واکنش، جبران خسارت و مسئولیت زیست‌محیطی مصوب ۱۹۸۰، قانون آلودگی نفتی (OPA) و مقررات ایالتی انجام می‌شود. همچنین در تحلیل هزینه-فایده احیای محیط زیست (ER) و مدیریت پسماند انجام می‌شود. این یک تمرین کلیدی در تحلیل اقتصادی است و نتایج آن اطلاعات مهمی در مورد ارزش کالاها و خدمات زیست‌محیطی ارائه می‌دهد.
مطالعات ارزش‌گذاری منابع طبیعی اغلب با هدف ارزیابی ارزش‌های اقتصادی که نشان‌دهنده ویژگی‌های کالای عمومی سیستم‌های طبیعی هستند، انجام می‌شود. معیارهای تمایل به پرداخت معمولاً برای تخمین کالاها و خدمات خدمت بوم‌سازگان استفاده می‌شوند که نه تنها به تعداد کمی از افراد خاص، بلکه به جامعه وسیع‌تری نیز سود می‌رسانند. دو نوع ارزش‌گذاری وجود دارد که شامل ارزش‌گذاری بازار و ارزش‌گذاری غیربازاری می‌شود. ارزش‌گذاری بازار، کل تمایل به پرداخت را بر اساس قیمت (تقاضا) تخمین می‌زند، در حالی که ارزش‌گذاری غیربازاری، تمایل به پرداخت را از طریق بررسی رفتار پاسخ‌دهندگان یا تقاضا برای کالاهای مرتبط تخمین می‌زند. بیشتر منابع زیست‌محیطی با استفاده از رویکرد سازنده ارزش‌گذاری می‌شوند. روش‌های متعددی در ارزش‌گذاری منابع طبیعی وجود دارد، از جمله روش ترجیح آشکار و روش ترجیح بیان‌شده.

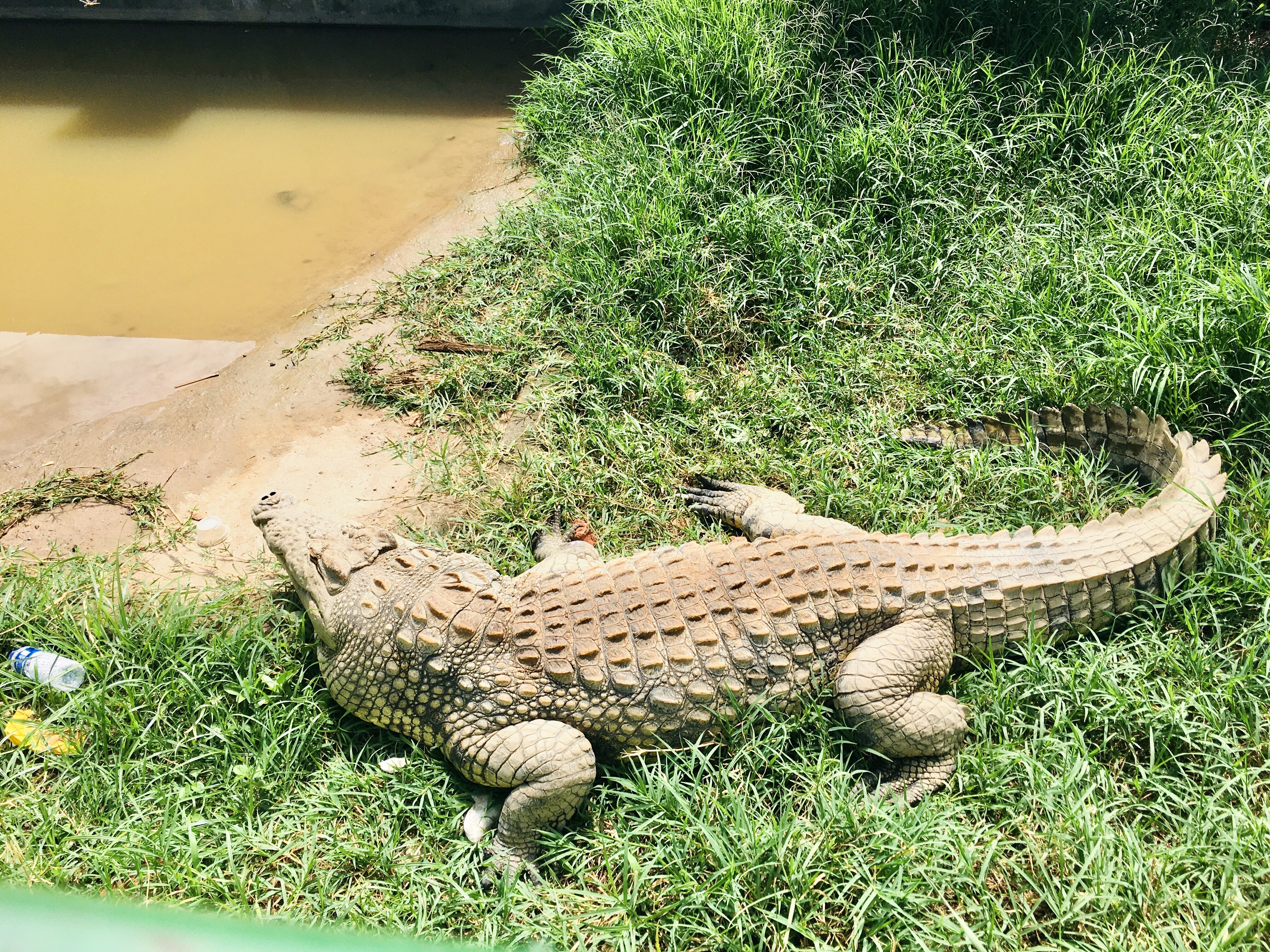

ارزش قائل شدن برای منابع طبیعی مهم است زیرا آنها به درآمد (حسابداری) مالی، افزایش درآمد و کاهش فقر کمک می‌کنند. بخش‌های مرتبط با استفاده از منابع طبیعی، شغل ایجاد می‌کنند و اغلب اساس معیشت در جوامع فقیرتر، به‌ویژه در مناطق روستایی، کوهستانی یا دورافتاده هستند. این منابع همچنین نقش حیاتی در امنیت غذایی، بهداشت عمومی، حفظ تنوع زیستی و پایداری محیط‌زیست ایفا می‌کنند. با توجه به این اهمیت اساسی منابع طبیعی، آنها باید به صورت پایدار، متوازن و مسئولانه مدیریت شوند.

## اهمیت
ارزیابی منابع به عنوان ورودی برای ارائه توصیه‌های سیاستی بهتر برای پشتیبانی از مدیریت مناطق حفاظت‌شده و ارتباط آن با فرایند برنامه‌ریزی فضایی استفاده می‌شود. مطالعات ارزیابی منابع باید در مناطق درگیری (منطقه بده بستان) انجام شود تا اطلاعاتی در مورد هزینه‌ها و مزایا به دست آید.

## تاریخچه
ارزش‌گذاری مشروط (CV) حدود بیست و پنج سال است که توسط اقتصاددانان برای ارزش‌گذاری کالاهای عمومی مورد استفاده قرار می‌گیرد. این رویکرد، یک بازار فرضی برای یک کالای بدون قیمت را فرض می‌کند و از افراد می‌خواهد ارزشی را که برای تغییر پیشنهادی در کمیت، کیفیت یا دسترسی به آن قائل هستند، بیان کنند. توسعه مفهوم CV در بررسی‌های کامینگز، بروکشایر و شولز (۱۹۸۶) و میچل و کارسون (۱۹۸۹) شرح داده شده است. این رویکرد اکنون به‌طور گسترده برای ارزش‌گذاری کالاهای مختلفی که کمیت یا کیفیت آنها ممکن است تحت تأثیر تصمیمات یک سازمان دولتی یا توسعه‌دهنده خصوصی قرار گیرد، مورد استفاده قرار می‌گیرد. سه تکنیک مبتنی بر بازار که سابقه قابل توجهی در ارزیابی منابع طبیعی و زیست‌محیطی دارند، شرح داده شده‌اند؛ رویکرد قیمت بازار، روش ارزیابی و هزینه‌یابی جایگزینی منابع.ارزش‌گذاری مشروط، ارزش‌گذاری مستقیم خسارات زیست‌محیطی نیز نامیده می‌شود و به پرسش مستقیم از طرف‌های آسیب‌دیده برای ارزیابی ارزش منابع طبیعی اشاره دارد.